# Tang Ruizong
Tang Ruizong (kinesiska: 唐睿宗, pinyin Táng Ruìzōng, Wade-Giles T'ang Jui-tsung), född 662, död 716, var Tangdynastins femte kejsare och regerade år 684 till 690 och även 710 till 712. Hans personliga namn var Li Dan (kinesiska:李旦, Lǐ Dàn).
Tang Ruizong var kejsar Tang Gaozong och kejsarinnan Wus fjärde son. Han gjordes till kejsare efter att två av hans bröder mördats och hans tredje bror, Tang Zhongzong, avsatts. 
Ruizong avsattes dock av sin mor som lät utropa sig själv till kejsare av en ny dynasti vid namn Zhou. Wu tvingades efter 14 år som monark år 705 abdikera till förmån för Zhongzong, som regerade i fem år.  
Zhonggzong avled 710, och påstods ha blivit förgiftad av sin fru kejsarinnan Wei, som placerade makens yngsta son Tang Shang på tronen och tog makten som hans regent. Med hjälp av en statskupp organiserad med sin syster prinsessan Taiping kunde Ruizong ta makten som kejsare för andra gången och avrätta sin svägerska och hela hennes familj. Ruizong regerade med sin syster Taiping som rådgivare. 
Efter ett par år abdikerade han och överlät makten till sin son Xuanzong, även känd som "Den lysande kejsaren" Abdikationen var ceremoniell och ägde rum då den uppfattades som astrologiskt gynnsam, och Ruizong behöll makten med sin syster Taiping som rådgivare. 713 iscensatte hans son en palatskupp och lät avrätta Taiping och hennes anhängare och sedan avlägsna sin far från makten. 